# Parvicursor

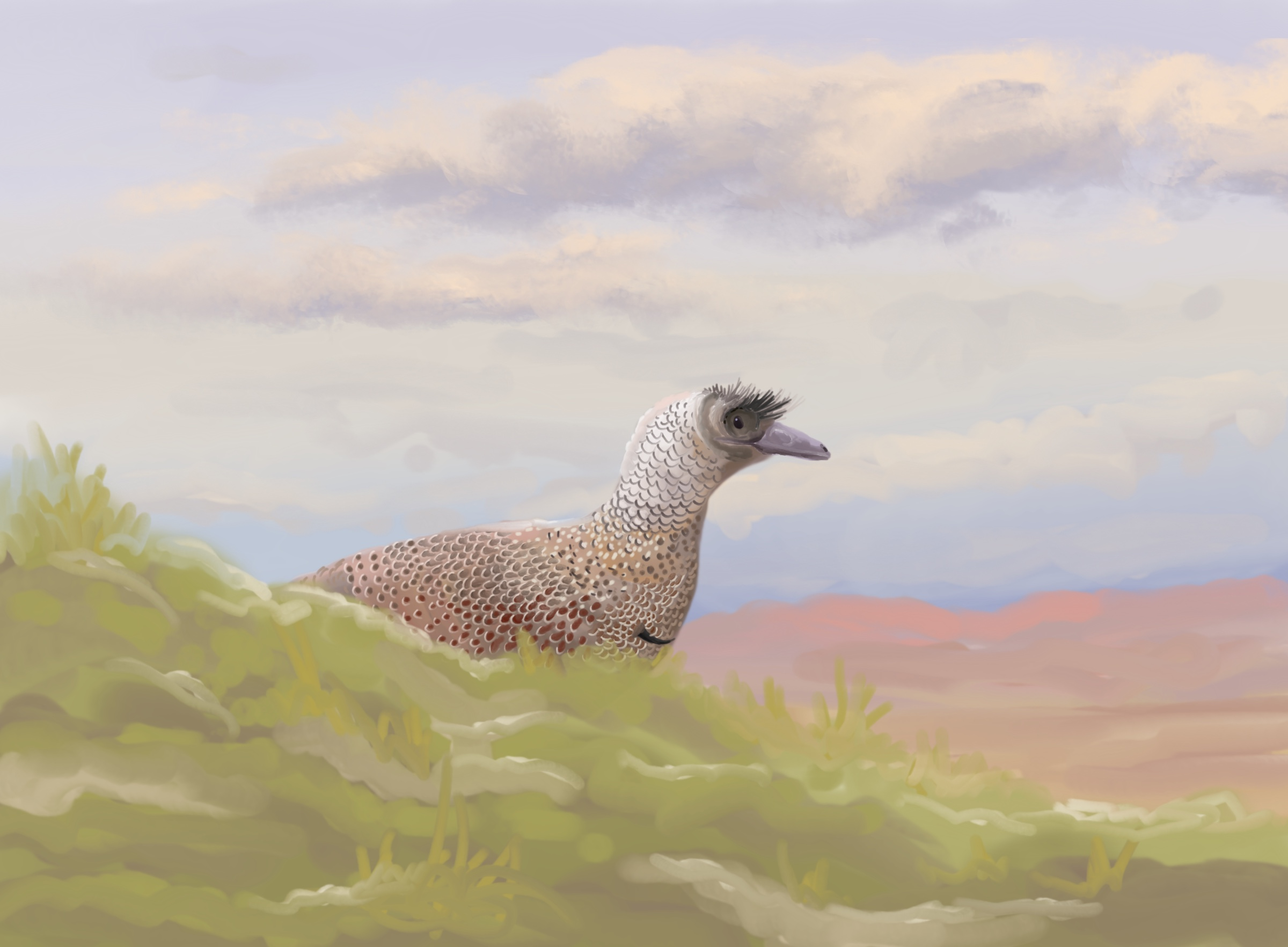
Parvicursor remotus

Parvicursor remotus is een theropode dinosauriër, behorend tot de Coelurosauria, die tijdens het late Krijt leefde in het gebied van het huidige Mongolië.

## Vondst en naamgeving
In 1992 werd door een Russisch-Mongoolse expeditie bij Choelsan het skelet gevonden van een kleine theropode.
In 1996 benoemden en beschreven Alexandr A. Karchoe en Alexandr S. Rautian de typesoort Parvicursor remotus. De geslachtsnaam is afgeleid van het Latijn parvus, "klein", en cursor, "renner", omdat het gaat om een kleine rennende vorm. De soortaanduiding betekent "afwijkend" in het Latijn.
Het holotype, PIN no. 4487/25, is gevonden in een laag van de Barun Goyot-formatie die dateert uit het late Campanien. Het bestaat uit een gedeeltelijk skelet zonder schedel. Bewaard zijn gebleven: de laatste drie ruggenwervels, drie sacrale wervels, de zeven voorste staartwervels, chevrons, een stuk darmbeen, delen van beide schaambeenderen en zitbeenderen en een vrijwel volledige rechterachterpoot waaraan echter de eerste en derde teen ontbreken. Het betreft een jong dier.
In 2004 werd een tweede exemplaar gemeld dat echter nog onbeschreven is.
Het in 1992 gevonden specimen IGM 100/99, een fragmentarisch skelet met hersenpan, werd eerst beschreven als een paratype van Mononykus. Het in 1998 gevonden specimen IGM 100/120, een vrij compleet skelet met schedel, werd in 2001 en 2002 beschreven als een exemplaar van Shuvuuia. In 2009 werden beide specimina door Philip John Currie toegewezen aan een Parvicursor sp., dus een nog onbenoemde soort die deel zou kunnen worden geacht uit te maken van het geslacht Parvicursor.
In 2022 werd het holotype opnieuw beschreven.

## Beschrijving

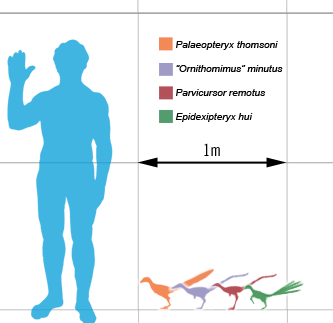
Parvicursor, in het rood, vergeleken met andere kleine dinosauriërs

### Grootte, algemene bouw en onderscheidende kenmerken
Parvicursor is een kleine dinosauriër, als het geen vogel is een van de kleinste buiten de vogels. De lichaamslengte van het holotype is geschat op negenendertig centimeter, zijn gewicht op 162 gram. Het holotype was in 2022 het kleinst bekende alvarezsauride exemplaar. Het betreft echter vermoedelijk een onvolgroeid dier; dit werd in 2023 bevestigd. De specimina aan Parvicursor sp. toegewezen zijn wat groter: IGM 100/99, een volwassen exemplaar, is geschat op 659 gram; de lengte van IGM 100/120 is ongeveer 475 millimeter.
Parvicursor remotus en Parvicursor sp. delen de verder unieke kenmerken van een diepe kiel op de onderzijde van de eerste sacrale wervel en een vierde kootje van de vierde teen dat langer is dan het derde kootje. Parvicursor remotus toont de unieke kenmerken dat de laatste, dertiende, ruggenwervel opisthocoel is, bol van voren en hol van achteren, en dat de vierde teen minder dan half zo lang is als het vierde middenvoetsbeen en korter dan de tweede teen.
In 2022 werd er echter op gewezen dat de laatste en eerste sacrale wervels verwisseld waren. Daarbij was de dertiende wervel niet opisthocoel maar biconvex, met bolle uiteinden zoals bij andere parvicursorinen. Deze onderscheidende kenmerken zouden dus vervallen.
Bij beide soorten gaat het om vermoedelijk om lichtgebouwde warmbloedige en gevederde theropoden, met een korte spitse kop, zeer korte voorpoten die uitgerust zijn met een graafklauw en lange achterpoten.

### Het skelet vanParvicursor remotus
Het skelet van het holotype van Parvicursor remotus toont enkele meer opvallende details. De laatste ruggenwervels zijn gekield. De eerste sacrale wervel van het heiligbeen heeft volgens de oorspronkelijke beschrijving een bolle voorkant die past in de holle achterkant van de laatste ruggenwervel. Dit wijkt af van de toestand bij Mononykus en Shuvuuia waar de laatste wervel van de rug biconvex is, met twee bolle wervelkommen. In 2022 bleek dat het in feite de laatste sacrale wervel betreft. De echte eerste sacrale wervel had vermoedelijk een holle voorkant. De laatste sacrale wervel is overdwars afgeplat, met een scherpe kiel. De voorste staartwervels zijn gekield en hebben iets schuin naar voren, in plaats van achteren, gerichte zijuitsteeksels. Net als bij Shuvuuia bevindt zich hier het in zijaanzicht nauwe doornuitsteeksel precies boven de achterste gewrichtsuitsteeksels — maar de laatsten zijn in dit geval veel verder naar voren geplaatst.
In het bekken zijn het schaambeen en het zitbeen met elkaar vergroeid, maar het ischiopubicum dat zo ontstaat is niet vergroeid met het darmbeen. Er is geen vergroeiing van de drie beenderen rond het heupgewricht, vermoedelijk een gevolg van de lage individuele leeftijd. Het darmbeen heeft een horizontale crista supraacetabularis van welke richel het voorste uiteinde voor het voorste uiteinde van het aanhangsel voor het schaambeen uitsteekt. Het schaambeen heeft wellicht een foramen obturatum. Het zitbeen is lang, slank en zijdelings afgeplat.
Het dijbeen heeft een lengte van 52,6 millimeter. Aan de buitenste bovenkant van het dijbeen zijn de trochanter minor en de trochanter major niet van elkaar gescheiden door een kloof. Een vierde trochanter aan de achterzijde voor de aanhechting van de retractorspier van de staartbasis lijkt afwezig te zijn, wat wellicht samenhang met de geringe absolute grootte; bij Parvicursor sp. is er net een begin van zichtbaar. De onderste gewrichtsknobbels hebben achterste uitsteeksels met ertussen een diepe groeve. De beenstijl naar de binnenste knobbel heeft een bult. Het scheenbeen is met de bovenste enkelbeenderen vergroeid tot een tibiotarsus, 75,6 millimeter lang. Aan de voorste bovenkant van het scheenbeen bevindt zich een goed ontwikkelde crista cnemialis; een bijkam aan de binnenzijde zoals bij Mononykus ontbreekt echter. Het bovenste gewrichtsfacet steekt meer uit wat het hele bovenvlak wat zijwaarts richt. De schacht van het scheenbeen is iets naar buiten gebogen. Het naast elkaar gelegen sprongbeen en hielbeen zijn met elkaar vergroeid. Van de binnenkant van de binnenste knobbel van het sprongbeen uit overgroeit een opgaande tak over korte afstand de onderste voorkant van het scheenbeen. In deze tak bevindt zich een inkeping in de binnenrand, maar anders dan bij Mononykus loopt die niet door tot in de basis. Het kuitbeen heeft een brede bovenkant, maar loopt erg taps naar beneden toe zodat er een kegelvormig element ontstaat dat al na 15,4 millimeter ophoudt.
De middenvoet is langgerekt en "arctometatarsaal": de derde middenvoetsbeen is bovenaan toegeknepen. In dit geval is deze conditie tamelijk extreem waarbij het derde middenvoetsbeen, 58,1 millimeter lang, over de bovenste driekwart van de lengte van het voorvlak van de middenvoet gedrongen wordt. Het tweede middenvoetsbeen is wat korter dan het vierde, 54,2 tegenover 55,2 millimeter. Er is ook een rudimentair eerste middenvoetsbeen van 3,5 millimeter lengte. Het is niet duidelijk of dat nog een teen droeg, maar alle bekende verwanten hebben er een. Bij het tweede en vierde middenvoetsbeen zijn er op de onderzijde lengterichels aan de binnenkant. Het vierde middenvoetsbeen heeft ookj zo'n richel aan de buitenzijde. De tweede teen heeft drie, de vierde vijf kootjes. Het eerste kootje van de vierde teen heeft een inkeping in de proximale onderzijde. De uiterste kootjes, de voetklauwen, zijn vrij kort en zwak gebogen maar scherp.

## Fylogenie

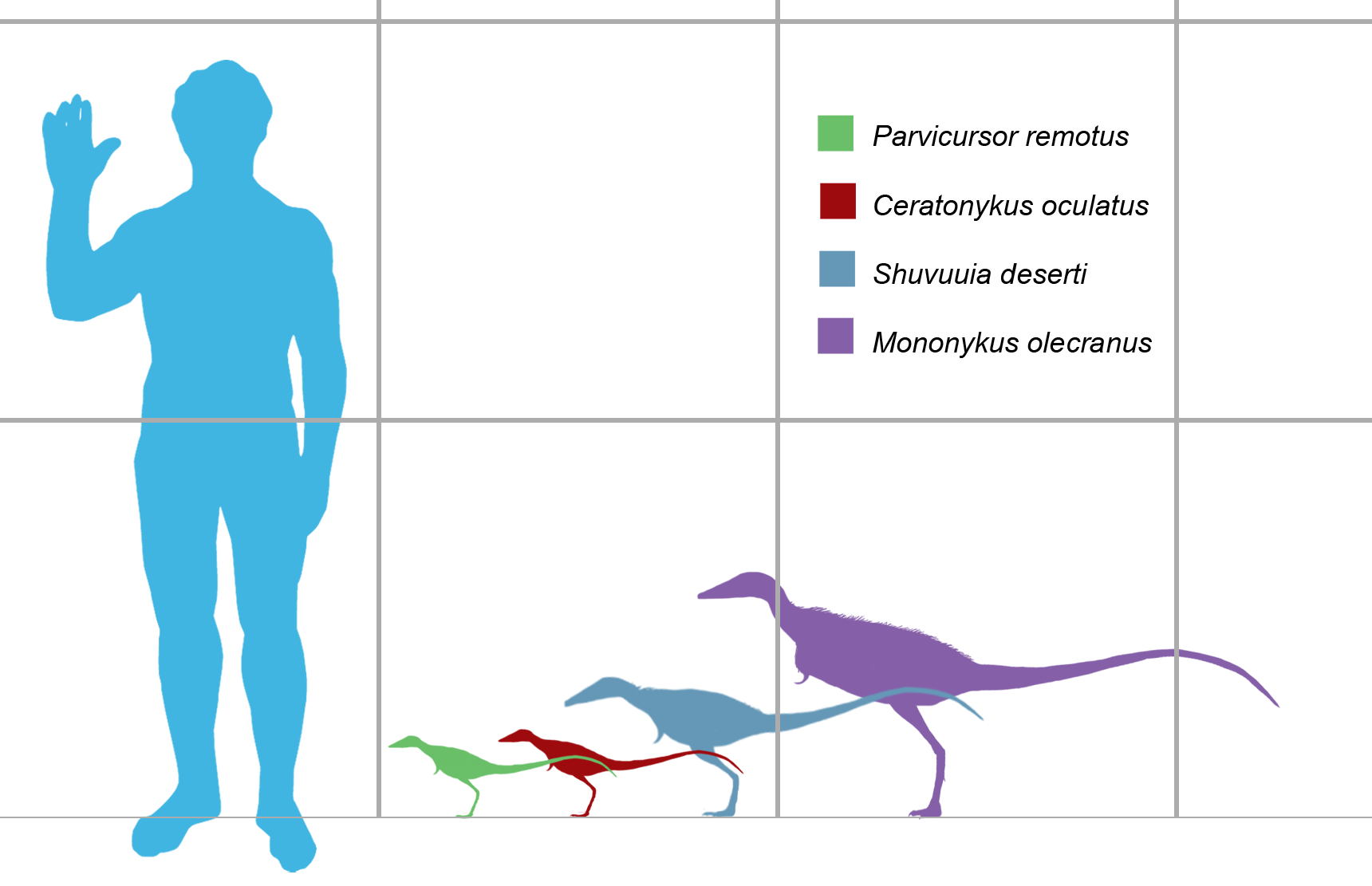
Parvicursor, in het groen, vergeleken met andere alvarezsauriden

In 1996 werd Parvicursor in een eigen Parvicursoridae geplaatst. De beschrijvers zagen het dier niet als een vogel wat op dat moment een afwijkende positie was. Later is het geslacht meestal ingedeeld in een Parvicursorinae binnen de Alvarezsauridae. Tegenwoordig wijzen nieuwe ontdekkingen van basale Alvarezsauroidea erop dat die groep niet binnen de vogels geplaatst is, maar in een basalere positie in de Coelurosauria.
Een mogelijke positie in de evolutionaire stamboom wordt getoond door het volgende kladogram:
|  | Patagonykus    |
|  |                |
|  | Bonapartenykus |
|  |                |

|  | Ceratonykus |
|  |             |
|  | Xixianykus  |
|  |             |
|  | Albinykus   |
|  |             |

|  | Albertonykus |
|  |              |
|  | Mononykus    |
|  |              |

|  | Linhenykus |
|  |            |
|  | Shuvuuia   |
|  |            |

|  | Albertonykus |
|  |              |
|  | Mononykus    |
|  |              |

|  | Linhenykus |
|  |            |
|  | Shuvuuia   |
|  |            |

|  | Albertonykus |
|  |              |
|  | Mononykus    |
|  |              |

|  | Linhenykus |
|  |            |
|  | Shuvuuia   |
|  |            |

|  | Albertonykus |
|  |              |
|  | Mononykus    |
|  |              |

|  | Linhenykus |
|  |            |
|  | Shuvuuia   |
|  |            |

|  | Ceratonykus |
|  |             |
|  | Xixianykus  |
|  |             |
|  | Albinykus   |
|  |             |

|  | Albertonykus |
|  |              |
|  | Mononykus    |
|  |              |

|  | Linhenykus |
|  |            |
|  | Shuvuuia   |
|  |            |

|  | Albertonykus |
|  |              |
|  | Mononykus    |
|  |              |

|  | Linhenykus |
|  |            |
|  | Shuvuuia   |
|  |            |

|  | Albertonykus |
|  |              |
|  | Mononykus    |
|  |              |

|  | Linhenykus |
|  |            |
|  | Shuvuuia   |
|  |            |

|  | Albertonykus |
|  |              |
|  | Mononykus    |
|  |              |

|  | Linhenykus |
|  |            |
|  | Shuvuuia   |
|  |            |

|  | Ceratonykus |
|  |             |
|  | Xixianykus  |
|  |             |
|  | Albinykus   |
|  |             |

|  | Albertonykus |
|  |              |
|  | Mononykus    |
|  |              |

|  | Linhenykus |
|  |            |
|  | Shuvuuia   |
|  |            |

|  | Albertonykus |
|  |              |
|  | Mononykus    |
|  |              |

|  | Linhenykus |
|  |            |
|  | Shuvuuia   |
|  |            |

|  | Albertonykus |
|  |              |
|  | Mononykus    |
|  |              |

|  | Linhenykus |
|  |            |
|  | Shuvuuia   |
|  |            |

|  | Albertonykus |
|  |              |
|  | Mononykus    |
|  |              |

|  | Linhenykus |
|  |            |
|  | Shuvuuia   |
|  |            |

|  | Ceratonykus |
|  |             |
|  | Xixianykus  |
|  |             |
|  | Albinykus   |
|  |             |

|  | Albertonykus |
|  |              |
|  | Mononykus    |
|  |              |

|  | Linhenykus |
|  |            |
|  | Shuvuuia   |
|  |            |

|  | Albertonykus |
|  |              |
|  | Mononykus    |
|  |              |

|  | Linhenykus |
|  |            |
|  | Shuvuuia   |
|  |            |

|  | Albertonykus |
|  |              |
|  | Mononykus    |
|  |              |

|  | Linhenykus |
|  |            |
|  | Shuvuuia   |
|  |            |

|  | Albertonykus |
|  |              |
|  | Mononykus    |
|  |              |

|  | Linhenykus |
|  |            |
|  | Shuvuuia   |
|  |            |

|  | Patagonykus    |
|  |                |
|  | Bonapartenykus |
|  |                |

|  | Ceratonykus |
|  |             |
|  | Xixianykus  |
|  |             |
|  | Albinykus   |
|  |             |

|  | Albertonykus |
|  |              |
|  | Mononykus    |
|  |              |

|  | Linhenykus |
|  |            |
|  | Shuvuuia   |
|  |            |

|  | Albertonykus |
|  |              |
|  | Mononykus    |
|  |              |

|  | Linhenykus |
|  |            |
|  | Shuvuuia   |
|  |            |

|  | Albertonykus |
|  |              |
|  | Mononykus    |
|  |              |

|  | Linhenykus |
|  |            |
|  | Shuvuuia   |
|  |            |

|  | Albertonykus |
|  |              |
|  | Mononykus    |
|  |              |

|  | Linhenykus |
|  |            |
|  | Shuvuuia   |
|  |            |

|  | Ceratonykus |
|  |             |
|  | Xixianykus  |
|  |             |
|  | Albinykus   |
|  |             |

|  | Albertonykus |
|  |              |
|  | Mononykus    |
|  |              |

|  | Linhenykus |
|  |            |
|  | Shuvuuia   |
|  |            |

|  | Albertonykus |
|  |              |
|  | Mononykus    |
|  |              |

|  | Linhenykus |
|  |            |
|  | Shuvuuia   |
|  |            |

|  | Albertonykus |
|  |              |
|  | Mononykus    |
|  |              |

|  | Linhenykus |
|  |            |
|  | Shuvuuia   |
|  |            |

|  | Albertonykus |
|  |              |
|  | Mononykus    |
|  |              |

|  | Linhenykus |
|  |            |
|  | Shuvuuia   |
|  |            |

|  | Ceratonykus |
|  |             |
|  | Xixianykus  |
|  |             |
|  | Albinykus   |
|  |             |

|  | Albertonykus |
|  |              |
|  | Mononykus    |
|  |              |

|  | Linhenykus |
|  |            |
|  | Shuvuuia   |
|  |            |

|  | Albertonykus |
|  |              |
|  | Mononykus    |
|  |              |

|  | Linhenykus |
|  |            |
|  | Shuvuuia   |
|  |            |

|  | Albertonykus |
|  |              |
|  | Mononykus    |
|  |              |

|  | Linhenykus |
|  |            |
|  | Shuvuuia   |
|  |            |

|  | Albertonykus |
|  |              |
|  | Mononykus    |
|  |              |

|  | Linhenykus |
|  |            |
|  | Shuvuuia   |
|  |            |

|  | Ceratonykus |
|  |             |
|  | Xixianykus  |
|  |             |
|  | Albinykus   |
|  |             |

|  | Albertonykus |
|  |              |
|  | Mononykus    |
|  |              |

|  | Linhenykus |
|  |            |
|  | Shuvuuia   |
|  |            |

|  | Albertonykus |
|  |              |
|  | Mononykus    |
|  |              |

|  | Linhenykus |
|  |            |
|  | Shuvuuia   |
|  |            |

|  | Albertonykus |
|  |              |
|  | Mononykus    |
|  |              |

|  | Linhenykus |
|  |            |
|  | Shuvuuia   |
|  |            |

|  | Albertonykus |
|  |              |
|  | Mononykus    |
|  |              |

|  | Linhenykus |
|  |            |
|  | Shuvuuia   |
|  |            |

Volgens de studie uit 2022 verschilt Ceratonykus weinig van Parvicursor en zou er zelfs een jonger synoniem van kunnen zijn. Linhenykus zou de zustersoort kunnen zijn van Parvicursor.

## Levenswijze
Het is gesteld dat het kleine formaat van Parvicursor wijst op miniaturisering als aanpassing aan een dieet van mieren en termieten maar een studie in 2023 concludeerde dat het holotype een vrij jong dier was zodat er geen bewijs is voor een extreme afneming van de lichaamsomvang.